# Хултин, Констанция
Констанция Хултин (швед. Constance Hultin; 21 декабря 1803 года, Хаммарланд — 23 января 1883 года, Гладхаммара) — шведская писательница.

## Биография
Эмилия София Констанция Хултин родилась 21 декабря 1803 года в общине Хаммарланд на Аландских островах. Её отец был служителем церкви, мать — графиня Софи Кронельм. Семья переехала в Швецию в 1809 году, после того как Финляндия и Аландские острова отошли к России. В 1811 году отец был назначен служителем в церковь в Виммербю. Констанция и её три сестры выросли в приходе Гладхаммара. Констанция была музыкально одаренным человеком, в 1821 году закончилась её беззаботная молодость, когда скончался отец. В следующем году она вышла замуж за капитана Йончёпинга Карла Магнуса Хултина (1789—1883). Это позволило ей написать в 1872 году мемуары под названием «Воспоминания старого вояки» (En gammal knekts minnen.). В семье родился сын Måns.

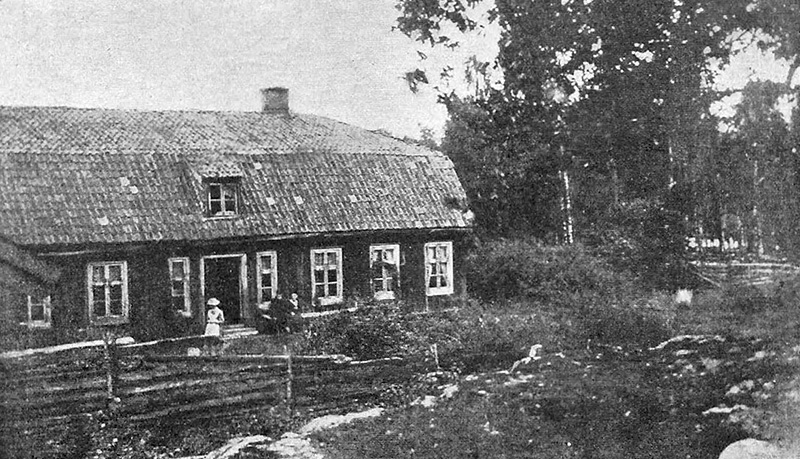
Ферма Kallernäs

Чтобы пополнить семейный бюджет, Хултин издала свои рассказы, которые она рассказывала детям.
В конце 1840-х годов семья переехала на ферму Kallernäs в Sundsholm, где Хултин прожила оставшуюся жизнь. На ферме Хултин продолжала свои литературные занятия и в январе 1883 года, незадолго до смерти, написала своё последнее стихотворение.
Констанция Хултин умерла 23 января 1883 года в приходе Гладхаммара.
Сын Констанции Хултин, врач Менс Хенрик Хултин (1830—1869), также был писателем, автором юмористических рассказов и комиксов. Погиб, утонув на озере Меларен.

## Основные произведения
- Herman : svensk novell. Kabinetsbibliothek af den nyaste litteraturen, 99-1539294-X ; 5 :8. Stockholm: [Bonnier]. 1840. Libris 3254557
- Zigenerskan : novell. Kabinetsbibliothek af den nyaste litteraturen, 99-1539294-X ; 7 :10. Stockholm: [Bonnier]. 1842. Libris 3254978 — Fortsättes av: Nemesis.
- Nemesis : svenskt original. Nytt kabinets bibliothek af in- och utländsk roman-litteratur ; 1845 :4. Stockholm: [Bonnier]. 1845. Libris 3254959
- Aslögs saga. Borgå: Widerholm. 1847. Libris 3330993
- «Vimmerby : en småstad : 1827». Pennorna : en bygdebok (Ankarsrum) 30(1969). Libris 1953375

### Детские книги
- Lördagskvällarne. 1842
- De sagoberättande barnen eller Lördagsaftnarna : sagor och berättelser. Småbarnsböcker (Ny uppl). Stockholm: Bonnier. 1895. Libris 1623462 — Omslagsteckning Ottilia Adelborg.
- Den gamla i skogen : berättelse, med sagor, för barn. Stockholm. 1852. Libris 9399373
- Blinda mormors sagor. Upsala: Edquist & K. 1859. Libris 3223588
- Ädelstenar i sagoform : nya originalsagor / af Farbror Knut och Tant Lisbeth. Sagoskattkammare ; 2. Stockholm: Sigfrid Flodin. 1861. Libris 3165938 — Av Hultin: Tant Lisbeths sagor.